# Campeonato Europeo Sub-16 de la UEFA 1995
El Campeonato Europeo Sub-16 de la UEFA 1995 se llevó a cabo en Bélgica del 24 de abril al 6 de mayo y contó con la participación de 16 selecciones infantiles de Europa provenientes de una fase eliminatoria.
Portugal venció en la final a España para ganar su segundo título continental de la categoría.

## Participantes
| - Austria - Bélgica - República Checa - Inglaterra | - Francia - Alemania - Italia - Noruega | - Polonia - Portugal - Escocia - Eslovenia | - Eslovaquia - España - Suecia - Turquía |

## Fase de grupos

### Grupo A
| País            | J | G | E | P | GF | GC | GD | Pts |
| --------------- | - | - | - | - | -- | -- | -- | --- |
| República Checa | 3 | 3 | 0 | 0 | 7  | 2  | +5 | 9   |
| Suecia          | 3 | 1 | 1 | 1 | 3  | 5  | -2 | 4   |
| Italia          | 3 | 0 | 2 | 1 | 1  | 2  | -1 | 2   |
| Polonia         | 3 | 0 | 1 | 2 | 1  | 3  | -2 | 1   |

| Equipo 1        | Resultado | Equipo 2        |
| --------------- | --------- | --------------- |
| Polonia         | 1-2       | República Checa |
| Suecia          | 1-1       | Italia          |
| Polonia         | 0-1       | Suecia          |
| República Checa | 1-0       | Italia          |
| Italia          | 0-0       | Polonia         |
| Suecia          | 1-4       | República Checa |

### Grupo B
| País    | J | G | E | P | GF | GC | GD | Pts |
| ------- | - | - | - | - | -- | -- | -- | --- |
| Bélgica | 3 | 2 | 1 | 0 | 7  | 1  | +6 | 7   |
| Francia | 3 | 2 | 0 | 1 | 6  | 4  | +2 | 6   |
| Austria | 3 | 1 | 1 | 1 | 1  | 1  | 0  | 4   |
| Noruega | 3 | 0 | 0 | 3 | 0  | 8  | -8 | 0   |

| Equipo 1 | Resultado | Equipo 2 |
| -------- | --------- | -------- |
| Bélgica  | 4-1       | Francia  |
| Noruega  | 0-1       | Austria  |
| Bélgica  | 3-0       | Noruega  |
| Francia  | 1-0       | Austria  |
| Austria  | 0-0       | Bélgica  |
| Noruega  | 0-4       | Francia  |

### Grupo C
| País      | J | G | E | P | GF | GC | GD | Pts |
| --------- | - | - | - | - | -- | -- | -- | --- |
| España    | 3 | 3 | 0 | 0 | 8  | 1  | +7 | 9   |
| Alemania  | 3 | 2 | 0 | 1 | 7  | 4  | +3 | 6   |
| Turquía   | 3 | 1 | 0 | 2 | 3  | 6  | -3 | 3   |
| Eslovenia | 3 | 0 | 0 | 3 | 1  | 8  | -7 | 0   |

| Equipo 1  | Resultado | Equipo 2  |
| --------- | --------- | --------- |
| Eslovenia | 0-2       | Turquía   |
| Alemania  | 0-3       | España    |
| Eslovenia | 0-3       | Alemania  |
| Turquía   | 0-2       | España    |
| España    | 3-1       | Eslovenia |
| Alemania  | 4-1       | Turquía   |

### Grupo D
| País       | J | G | E | P | GF | GC | GD | Pts |
| ---------- | - | - | - | - | -- | -- | -- | --- |
| Inglaterra | 3 | 2 | 1 | 0 | 6  | 3  | +3 | 7   |
| Portugal   | 3 | 2 | 0 | 1 | 8  | 4  | +4 | 6   |
| Eslovaquia | 3 | 1 | 0 | 2 | 3  | 7  | -1 | 3   |
| Escocia    | 3 | 0 | 1 | 2 | 3  | 6  | -3 | 1   |

| Escocia                     | 1-1           | Inglaterra |             |     |            |
| Portugal                    | 4-0           | Eslovaquia |             |     |            |
| Escocia                     | 1-3           | Portugal   |             |     |            |
| Eslovaquia {{Geodatos M SVK | bandera icono | variante = | tamaño = }} | 1-2 | Inglaterra |
| Inglaterra                  | 3-1           | Portugal   |             |     |            |
| Eslovaquia                  | 2-1           | Escocia    |             |     |            |

## Fase final
|  | Cuartos de final | Cuartos de final |          |          | Semifinales | Semifinales |  |          | Final     | Final     |  |
|  | 1 de mayo        | 1 de mayo        |          |          | 3 de mayo   | 3 de mayo   |  |          | 6 de mayo | 6 de mayo |  |
|  |                  |                  |          |          |             |             |  |          |           |           |  |
|  |                  |                  |          |          |             |             |  |          |           |           |  |
|  | República Checa  | 0                |          |          |             |             |  |          |           |           |  |
|  | República Checa  | 0                |          |          |             |             |  |          |           |           |  |
|  | Alemania         | 2                |          |          |             |             |  |          |           |           |  |
|  | Alemania         | 2                |          | Alemania | 1           |             |  |          |           |           |  |
|  |                  |                  |          | Alemania | 1           |             |  |          |           |           |  |
|  |                  |                  | Portugal | 3        |             |             |  |          |           |           |  |
|  | Bélgica          | 0                | Portugal | 3        |             |             |  |          |           |           |  |
|  | Bélgica          | 0                |          |          |             |             |  |          |           |           |  |
|  | Portugal         | 1                |          |          |             |             |  |          |           |           |  |
|  | Portugal         | 1                |          |          |             |             |  | Portugal | 2         |           |  |
|  |                  |                  |          |          |             |             |  | Portugal | 2         |           |  |
|  |                  |                  | España   | 0        |             |             |  |          |           |           |  |
|  | España           | 1                | España   | 0        |             |             |  |          |           |           |  |
|  | España           | 1                |          |          |             |             |  |          |           |           |  |
|  | Suecia           | 0                |          |          |             |             |  |          |           |           |  |
|  | Suecia           | 0                |          | España   | 2           |             |  |          |           |           |  |
|  |                  |                  |          | España   | 2           |             |  |          |           |           |  |
|  |                  |                  | Francia  | 0        |             |             |  |          |           |           |  |
|  | Francia (t.s.)   | 1                | Francia  | 0        |             |             |  |          |           |           |  |
|  | Francia (t.s.)   | 1                |          |          |             |             |  |          |           |           |  |
|  | Inglaterra       | 0                |          |          |             |             |  |          |           |           |  |
|  | Inglaterra       | 0                |          |          |             |             |  |          |           |           |  |
|  |                  |                  |          |          |             |             |  |          |           |           |  |

### Tercer lugar
| Equipo 1 | Resultado  | Equipo 2 |
| -------- | ---------- | -------- |
| Francia  | 1-2 (t.s.) | Alemania |

## Campeón
| Eurocopa Sub-16 1995 |
| -------------------- |
| Bandera de Portugal  |
| Portugal 2º Título   |

## Clasificados al Mundial Sub-17
| - Alemania - España | - Portugal |